# Хи-Ро (лик)
Хи-Ро је чаробњак из прошлости Етерније и главни јунак серије играчака Моћи Грејскала (The Powers of Grayskull), последње под окриљем оригиналне линије Господари свемира. Изворно писање He-Ro у енглеском подсећа на реч hero (јунак, херој), с тим што је она растављена цртицом па личи на Хи-Мена. Хи-Роов кратки опис из осамдесетих такође је сличан Хи-Меновом: „најмоћнији чаробњак у свемиру“ према „најмоћнији човек у свемиру“. 
Развој фигуре није одмакао даље од њеног прототипа и рекламних материјала, будући да је серија Моћи Грејскала убрзо потом обустављена. Услед великог интересовања за тајанствени свет Пратерније, Хи-Ро је коначно објављен у најновијој линији Класични Господари свемира (Masters of the Universe Classics), мада је још увек у великој потражњи све што је везано за недовршену акциону фигуру из осамдесетих година.

## Моћи Грејскала
Хи-Ро је наговештен у првом делу троделног мини-стрипа Моћи Грејскала: Легенда почиње (The Powers of Grayskull: The Legend Begins). Други и трећи део нису довршени, тако да су читаоци само у сенци видели необичног чаробњака, који је изненада зауставио битку с Људима-змијама и вратио Хи-Мена, Скелетора и Чаробницу у будућност, одакле су били дошли у Пратернију. Међутим, Мател је носиоцима своје лиценце припремио брошуру за Моћи Грејскала, у којој се налази следећи опис Хи-Роа:
ИМЕ: Греј
ИДЕНТИТЕТ: тајан (Хи-Менов и Ши-Рин предак).
ПРАВО ИМЕ: Хи-Ро, Грејев други идентитет.
УЛОГА: као први је стекао моћи Грејскала и предводио јуначке снаге преисторијске Етерније у борби против злог рептилског краљевства диносаура.
МОЋ: Поред невероватне снаге, Хи-Ро има и сопствену моћ по којој се разликује од Хи-Мена. Реч је о моћи природне магије, о способности магичног утицања на делове природе. Хи-Ро добија моћ из Књиге преображаја.
ОПИС ЛИКА: Греј је одрастао код свога учитеља Елдора и жене-поглавице Шареле. Једног дана, Греја је тајанствено привукла оближња пећина. У њој, у тами и у светлости, подарене су му новонастале моћи које ће му изменити живот али и токове у историји Етерније. Шта се заправо догодило у тој пећини, није нам познато. Чули смо само Елдорове нејасне изјаве… о дечаковој тајанственој прошлости, о невероватној оставштини… као и о изузетном задатку што га је извршио Греј тог дана у пећини. Кад додирне једним дланом срце, стисне мишиће друге руке и каже: „Магија и снага… ублажене срцем“, Греј изазива невероватан преображај: постаје Хи-Ро од Грејскала и објављује „Ја браним мир!“
ОРУЖЈЕ: Хи-Ро усмерава своју енергију чудесним штапом моћи, којим може зачарати одређене делове околине да би слушали његова наређења, на пример стене, реке или дрвеће.
НАПОМЕНА: Тешко је замислити да човек с оваквим моћима може бити имало слабији од Хи-Мена. Ипак, Хи-Мен има једну моћ која Хи-Роу недостаје: моћ мудрости и зрелости. Хи-Ро је млађи и још увек се учи како да примењује своје моћи.
ГОДИШТЕ ФИГУРЕ: 1987.
Фотографија прототипа Хи-Роа објављена је у Мателовом каталогу играчака за 1987. Из описа те слике сазнајемо да је Хи-Ро „најмоћнији чаробњак у свемиру“ и да му се штап моћи отвара при врху, где је скривен чаробни кристал.

## Класични Господари свемира
Као и свака фигура из ове серије за одрасле колекционаре, Хи-Ро је добио нову биографију која се понешто разликује од изворне:
Херојски космички ратник
Право име: Ро
Када су му врховни господари Изванвременске димензије на Троли уручили Мач Хи, Роу је речено да „иде и бори се против зла“. Током једне такве незаборавне битке, инфицирао га је техно-органским вирусом Хорд Суприм и послао кроз вртлог на чаробну планету Етернију. Онде га је излечио Елдор у тајанственој бари што је апсорбовала његов вирус. У знак захвалности, Хи-Ро се заклео да ће помоћи ослободиоцима Етерније у борби против Људи-змија и Хординих освајача. Бранио је слободни народ заједно са краљем Грејскалом, коме је предао мач пре своје јуначке смрти.
Хи-Ро носи и штап са Чаробним каменом, којем различите чаролије дају следеће боје:
- зелену (чаролија заштите),
- љубичасту (чаролија лечења),
- црвену (чаролија одбране).